# Disney Media and Entertainment Distribution
Disney Media and Entertainment Distribution (DMED), anteriormente Walt Disney Direct-to-Consumer & International (DTCI), foi um dos cinco principais segmentos de negócios da The Walt Disney Company consistindo em serviços de streaming da Disney e negócios de mídia no exterior, formados em março de 2018. Como parte da formação do segmento, a Disney Streaming Services (anteriormente BAMTech) foi colocado em Direct-to-Consumer & International.
Em 12 de outubro de 2020, a DTCI foi dissolvida e seus segmentos de negócios foram divididos em Disney International Content and Operations e Disney Media and Entertainment Distribution depois que a Disney iniciou uma reorganização de suas várias divisões de mídia e entretenimento. O negócio atualmente consiste nos serviços de streaming da Disney, sua divisão de vendas de publicidade e suas redes de televisão lineares, juntamente com transmissão, cabo e distribuição internacional. É focado na monetização estratégica de títulos dos três grupos de conteúdo da Disney: Studios, General Entertainment e ESPN & Sports.
Em fevereiro de 2023, Bob Iger retornou como CEO e começou a reorganizar todas as divisões da Disney como parte de uma reorganização maior da empresa. Isso inclui a transferência das responsabilidades da DMED para uma nova divisão da Disney Entertainment, supervisionando todo o conteúdo filmado e exibido nas telas e suas redes e locais de streaming, excluindo ESPN e operações esportivas.

## História
A Disney Media and Entertainment Distribution foi formada como parte da reorganização estrutural de mídia e entretenimento da The Walt Disney Company, que ocorreu em 12 de outubro de 2020 e foi feita principalmente devido ao sucesso dos serviços de streaming da Disney, principalmente Disney + . Kareem Daniel foi nomeado presidente do novo segmento. Como parte dessa reorganização, a Walt Disney Direct-to-Consumer & International foi dissolvida e dois segmentos de negócios foram criados em seu lugar: Disney International Operations, com foco nas subsidiárias internacionais da Disney, e Disney Media and Entertainment Distribution, com foco nos referidos serviços de streaming, suas divisões de publicidade e as redes de televisão lineares e sindicadas da Disney.

## Unidades

### Atuais

#### Disney Streaming(Direto ao consumidor e Tecnologia)
- Disney+
  - Star (Disney+)
- ESPN+ (controle total, participação de 80%)
- Hulu (controle total, participação de 67%)
- Disney+ Hotstar (conhecido como Hotstar no Canadá, Cingapura e Reino Unido)[5]
- Star+

#### Venda de anúncios
- Disney Advertising Sales
  - Disney Creative Works

#### Produtos digitais
- Disney Digital Network
- FiveThirtyEight
- Movies Anywhere

#### Redes
- ABC Owned Television Stations
  - Localish (operado por Walt Disney Television US)
- Disney XD (operado por Disney Branded Television US)

#### Distribuição de plataforma
- Disney Platform Distribution
  - Walt Disney Studios Motion Pictures - exibição teatral
  - Walt Disney Studios Home Entertainment - distribuição de mídia doméstica 
    - El Capitan Theatre

  - Domestic Television Distribution
  - International Television Distribution
  - Disney Music Group - gravação e publicação de música

### Antigos

#### Produtos digitais
- DTCI Technology
- DTCI Digital Media

#### Internacional

##### Transferidos
| Unidade | De                                             | Ano             |
| --- | ---------------------------------------------- | --------------- |
| Disney Digital Network | Disney Consumer Products and Interactive Media | 2018–2020       |
| BAMTech (75%) | Disney corporate strategy office               | 2018—2020       |
| Walt Disney Studios Home Entertainment - Movies Anywhere | Walt Disney Studios                            | 2018—2020       |
| Disney–ABC Domestic Television | Walt Disney Television (WDT)                   | 2018—2020       |
| Disney Channels Worldwide (Internacional) | Walt Disney Television (WDT)                   | 2018—2020       |
| Hulu (30%) | Walt Disney Television (WDT)                   | 2018—2020       |
| ABC News Digital and Live Streaming - ABC News Live - FiveThirtyEight | Walt Disney Television (WDT)                   | 2018—2020       |
| Disney Media Distribution | Walt Disney Television (WDT)                   | 2018—2020       |
| Vendas de publicidade DATG | Walt Disney Television (WDT)                   | 2018—2020       |
| Vendas e marketing ESPN | ESPN Inc.                                      | 2018—2020       |
| Empresas regionais ESPN International | ESPN Inc.                                      | 10/2018—10/2020 |
| - Star India - Hotstar - Tata Sky (30%) - Fox Telecolombia (51%) - Fox Networks Group - Fox Star Studios - Rede Telecine - Hulu (30%) | 21st Century Fox                               | 2019—2020       |
| Walt Disney International South Asia - The Walt Disney Company India - UTV Software Communications - The Walt Disney Co. (Philippines) Inc. - The Walt Disney Co. (Southeast Asia) Pte Ltd. (Singapore) - The Walt Disney Co. (Malaysia) Sdn Bhd - PT Walt Disney Indonesia - The Walt Disney (Thailand) Company Limited - The Walt Disney Company (Vietnam) | Walt Disney International                      | 2018–2020       |
| The Walt Disney Company EMEA - Super RTL (50%, owned by Mediagroup RTL Germany) | Walt Disney International                      | 2018–2020       |
| Walt Disney International North Asia - The Walt Disney Company (Japan) Co., Ltd. - Walt Disney Greater China - The Walt Disney Company (China) Ltd. - The Walt Disney Company (Taiwan) Ltd. - The Walt Disney Company (Korea) LLC. | Walt Disney International                      | 2018–2020       |
| The Walt Disney Company América Latina | Walt Disney International                      | 2018–2020       |